# La Nou de Berguedà
La Nou de Berguedà település Spanyolországban, Barcelona tartományban. Lakosainak száma 163 fő (2024).

## Földrajza
La Nou de Berguedà Sant Julià de Cerdanyola, Castell de l’Areny, Vilada, Cercs és Guardiola de Berguedà községekkel határos.

## Népesség
A település lakosságának változását az alábbi diagram mutatja:
| Lakosok száma | 199  | 261  | 445  | 451  | 139  | 157  | 159  | 150  | 161  | 163  |
|               | 1717 | 1887 | 1936 | 1960 | 1986 | 2004 | 2009 | 2014 | 2019 | 2024 |